# Pleocoma marquai
Pleocoma marquai is een keversoort uit de familie Pleocomidae. De wetenschappelijke naam van de soort is voor het eerst geldig gepubliceerd in 1972 door Hovore.